# Moghreb Athlétic de Tétouan
Il Moghreb Athlétic de Tétouan (in arabo المغرب التطواني‎?, al-Maghrib al-Tiṭṭawānī) è una società calcistica marocchina con sede nella città di Tétouan, militante nella Botola 1 Pro, la massima divisione del campionato nazionale. Ha disputato una stagione nel massimo livello del campionato spagnolo di calcio.

## Storia
Nel 1917 vennero fondate a Tétouan due squadre di calcio, lo Sporting de Tetuán e El Hispano-Marroquí, che si fusero l'anno successivo ed adottarono il nome di Moghreb Athlético de Tétouan. In seguito giocarono anche alcune stagioni con la denominazione di Acchourouk (in arabo al-Shurūq, cioè "L'alba"), fino agli inizi degli anni '50. Durante il Protettorato spagnolo in Marocco il Moghreb giocò nei campionati spagnoli e arrivò a conquistare sul campo la promozione nella Primera División vincendo la Segunda División (gruppo sud) nel 1950-1951, ma la sua unica stagione nella massima divisione spagnola terminò all'ultimo posto. Con l'indipendenza del Marocco la squadra si scisse in due parti, da un lato Club Atlético Moghreb con sede a Tétouan e dall'altro la Sociedad Deportiva Ceuta, che si sarebbe fusa con il Club Atlético de Ceuta e avrebbe continuato a giocare nei campionati spagnoli. Il Moghreb prese parte al primo campionato marocchino sotto l'egida del FRMF; in totale militò per 14 stagioni nella massima serie marocchina e per 34 nella seconda divisione, vinta per quattro volte (1965, 1994, 1997 e 2005).
Nella stagione 2011-2012, la prima stagione professionistica giocata in Marocco, il Moghreb Tetouan ha vinto il suo primo campionato marocchino con 61 punti.
A due anni di distanza, nella stagione 2013-2014, il Moghreb Tetouan ha vinto il suo secondo campionato marocchino con 58 punti.

## Stadio
Gioca le partite casalinghe nello stadio Saniat Rmel (15.000 posti).

## Palmarès

### Competizioni nazionali
- Campionato marocchino: 2

2011-2012, 2013-2014
- Segunda División: 1

1950-1951 (gruppo II)
- Botola 2: 4

1964-1965, 1969-1970, 2004-2005, 2021-2022

### Altri piazzamenti
- Campionato marocchino:

Terzo posto: 2006-2007
- Coppa del Marocco:

Semifinalista: 2007-2008, 2018-2019
- Segunda División:

Secondo posto: 1954-1955 (gruppo II)
Terzo posto: 1952-1953 (gruppo II)

## Organico

### Rosa 2020-2021
Aggiornata al 25 marzo 2020.
| N. |                    | Ruolo | Calciatore        |
| -- | ------------------ | ----- | ----------------- |
| 1  | Marocco (bandiera) | P     | Reda Bounaga      |
| 2  | Marocco (bandiera) | D     | Youssef Bouchta   |
| 4  | Marocco (bandiera) | D     | Mohamed Ali Ahcha |
| 5  | Marocco (bandiera) | D     | Mohcine El Achir  |
| 6  | Marocco (bandiera) | C     | Hilal Ferdaoussi  |
| 7  | Spagna (bandiera)  | C     | Martín Bengoa     |
| 8  | Marocco (bandiera) | C     | Taoufik Safsafi   |
| 9  | Uganda (bandiera)  | A     | Nelson Senkatuka  |
| 11 | Marocco (bandiera) | A     | Ayoub Lakhal      |
| 12 | Marocco (bandiera) | P     | Said Lamaiz       |
| 15 | Marocco (bandiera) | D     | Hamza Hajji       |
| 16 | Marocco (bandiera) | P     | Mourad Izzem      |
| 17 | Marocco (bandiera) | D     | Khalil Benhomes   |

| N. |                    | Ruolo | Calciatore            |
| -- | ------------------ | ----- | --------------------- |
| 18 | Marocco (bandiera) | D     | Hodifa El Mahssani    |
| 23 | Marocco (bandiera) | C     | Ayoub Ouardighi       |
| 24 | Marocco (bandiera) | C     | Adil El Hassnaoui     |
| 25 | Marocco (bandiera) | D     | El Mahdi Bellaaroussi |
| 26 | Mali (bandiera)    | C     | Abdoulaye Sissoko     |
| 30 | Nigeria (bandiera) | C     | Tony Edjomariegwe     |
| 32 | Marocco (bandiera) | D     | Abdelouahed Chakhsi   |
| 33 | Marocco (bandiera) | D     | Hamza El Moussaoui    |
| 55 | Marocco (bandiera) | A     | Oussama Halfi         |
| 88 | Marocco (bandiera) | C     | Mustapha El Yousfi    |
| 94 | Marocco (bandiera) | A     | Adnane Ouardy         |
| 99 | Marocco (bandiera) | D     | Youssef Tourabi       |